# 琴之森
《琴之森》是日本漫畫家一色真人所繪的青年漫畫，1998年開始連載，1999年8月4日至2014年10月23日發行單行本25集。香港中文版由文化傳信代理出版，台灣中文版由尖端出版代理發行。2015年11月5日發行單行本最終第26卷。漫畫原作在日本累積銷售已突破350萬部，榮獲2008年第十二屆日本新媒體動漫藝術節漫畫部門大賞。
2007年由MADHOUSE製作成動畫電影。劇中最靈魂的演奏部分請來捷克愛樂樂團擔任弦樂配樂，以及俄裔冰島籍鋼琴大師阿胥肯納吉（Влади́мир Дави́дович А́шкенази）親自操刀為主角的鋼琴曲進行了演奏。獲選為2007年第十一屆日本新媒體動漫藝術節動畫部門推薦的作品。

## 劇情大綱
劇情描寫一位自由奔放、才華洋溢的天才音樂少年，在與森林中的鋼琴相遇之後所發生的故事。在「琴之森林」中，有著一台無聲的鋼琴，這個世界上只有一個人能演奏它，那就是在這個森林長大的天才鋼琴少年－一之瀨海，因為這台無聲的舊鋼琴，令阿海遇見了因車禍結束演奏生涯的前天才鋼琴師阿字野壯介和他一生的朋友和對手雨宮修平。故事的主線以阿海為主，描寫這三人及被捲入三人周圍的鋼琴師們的故事。

## 角色

### 介紹
一之瀨海“阿海”（いちのせ かい）
男主角。暱稱「阿海」，長相清秀漂亮，即使扮女裝也不會讓人懷疑，天才鋼琴少年，擁有自由廣闊的琴音。小時候透過彈奏一台位於森林的廢棄特殊鋼琴、因而鍛鍊出他對於鋼琴的天賦，由於鋼琴之故，彈奏力道比一般人強上許多，曾在一場比賽彈奏貝多芬的月光時，當場彈斷琴弦。
小学5年級時（故事開始時）不但遇見同為走上鋼琴之路的同學——雨宮修平，也偶然遇見廢棄鋼琴的原主人阿字野壯介、並因此而參與鋼琴大賽。由於在會場上表演了屬於自己個人的狂熱式演奏、結果與鋼琴比賽的意旨不合而落選。但這個經驗卻讓他體會了「讓人們聽鋼琴」的快感、不過森林中的鋼琴卻因為環境惡劣而損壞、結果被落雷打中而燒毀。因此而失意的阿海、之後在步行者天國的現場演奏中再度接觸鋼琴、再次確認自己的生存之道就是與鋼琴一起存活著，於是成為阿字野的弟子、並藉著表演鋼琴生活著。
5年後，在脫衣酒吧（Ｐ俱樂部）裡穿著女裝打工的阿海再次與老友雨宮見面並且因此決定與他一起參加挑戰蕭邦國際鋼琴比賽並且通過第一次審查，在第二次審查中藉著過去在森林練琴的回憶發揮高超的琴技而晉級決賽。
由於就讀的學校是出了名的貴族學校，所以隱瞞過去，偷偷的在外打工，靠自己生活。
決賽時，以其出神入化之演奏帶領著所有人進入前所未有的體驗，打動所有評審的心，使評審們能放下成見，拋開國家、種族、歷史、規範，使其進行公正公平的投票。
比賽初期即使不受評審青睞，但仍壓倒性地獲得觀眾支持，最終決賽時，甚至造成一票難求的情形。
發布獎項時，阿海一人獨得了馬祖卡獎、協奏曲獎、奏鳴曲獎等3項大獎，被旁人稱為「通過了神的審查」，而最終審查結果的6名得獎者中，一之瀨則是順利擊敗了龐威、雷夫等人獲得冠軍。
後來才揭曉是為了治療阿字野的左手，跟人打賭奪下蕭邦大賽的冠軍，後在世界巡迴演出時，拒絕了合約，返國陪阿字野做復健。
得到塞羅的推薦，入讀巴黎音樂學院。最終回與阿字野在其復出演奏會下半場以雙鋼琴的方式演奏。
阿字野壯介（あじの そうすけ）
前天才鋼琴師，多年前的車禍失去了最愛的女友，左手也受傷無法彈琴而被迫結束鋼琴家生涯 ，阿海的鋼琴師父，阿海視他為父親一樣的敬愛。
於是在失意之中，成為阿海就讀的森脇小學的音樂老師；在知道阿海的天賦來自於經常彈奏他丟在森林中的鋼琴之後，不顧自身安危，多次與森林彼端的人交涉，終於成為阿海的師父兼監護人。
受阿海之母小憐所託，希望他能將阿海從森林彼端帶走，所以十分保護阿海，且不惜一切代價的養育阿海。
被丟棄在森林的鋼琴是專為阿字野打造的鋼琴，一般力道彈下去幾乎發不出聲音，故阿海彈奏的力道因這台鋼琴才會比別人強。
現在為了要成為在外表演的阿海的後盾、於是就任桐山音樂大學鋼琴系的教授並且一直協助阿海，希望讓他登上世界的舞台。
和修平的父親——雨宮洋一郎也是同一個世代的演奏家、在現役時代有著輝煌的經歷，即使在已退役的現在，仍有為數不少的樂迷。
在日本總括了國內的鋼琴比賽的大獎，雖然在蕭邦國際鋼琴比賽的預選落敗，不過卻受到知名的鋼琴指揮家J.J.塞羅的支持，並且造成J.J.塞羅和蕭邦國際鋼琴比賽之間產生不和。
由於那次的演奏，使J.J.塞羅跟阿字野成為忘年之交，後居中牽線讓塞羅與阿海相識，並為阿海寫推薦函。
因阿海與人打賭所以得以動手術，不過術後復健因心理因素故並不理想，後阿海拒絕合約，返國陪伴他復健。
擔任憐子、亞里沙和彭爺的保證人，使他們得以在被掃蕩，重新興建的森林彼端開店。
最終回舉辦復出演奏會，於下半場和阿海以雙鋼琴的方式演奏。
雨宮修平（あまみや しゅうへい）
阿海的好友和對手，出生於鋼琴世家，是名鋼琴家雨宮洋一郎之子，從小即接受鋼琴的英才教育，個性溫和敦厚。
小時候因家庭因素轉學到阿海就讀的學校而結識阿海，在第56次全日本鋼琴比賽・中南部地區預選中取得滿分而進入全國大賽，並且也拿到全國第一，但由於害怕阿海的天賦和受到父親的勸告，於是前往奧地利留學。
数年後，留學時偶然聽到扮成街頭藝人的阿海的演奏而喪失自信，在暫時回國時再次遇到阿海而找回自信，並且與他一起參加蕭邦國際鋼琴比賽，但卻在預賽的演奏結束時，因為緊張而昏倒在洗手間裡，後來在卡爾(波蘭的明星,也是蕭邦錦標賽的參賽者)的協助下，才下定決心要打敗阿海以消滅自己的心魔。
與阿海純粹追求「自己的鋼琴（音樂）」相比、雨宮是以「和別人比較過後的自己」做為評價自己的基礎。
因此、雨宮將阿海視為對手，但聽過阿海的演奏後，依然還是不及阿海(連雨宮的父親都說兩人實力差距很大)，為此而讓雨宮再次感到不安起來。
雖然通過第一次審查，但內心對阿海的陰影卻更顯擴大。之後將過去許多人給他的勸告加以融合，而在第二次審查中終於開始以自己的方式來彈琴，但最後不幸被刷掉而無緣晉級決賽。
後來因徹夜未歸，在附近的公園醒來時，巧遇龐威，詢問要怎麼做才能如龐威那養有著如此自信，才因此得知龐威對自身是完全的沒自信，且背負著超乎想像的壓力。
之後在與阿海敞開心胸的會談後，知道了阿海參加蕭邦大賽的真正目的，並不遺餘力的協助阿海練習。
大賽結束後受譽子激勵，期許參加五年後的蕭邦大賽，後繼續留學於華沙，在阿字野的復出演奏會舉辦前返國。
一之瀨怜子（いちのせ れいこ）
阿海的母親。
從出生時就是森林彼端的居民，曾是特殊工作者，十五歲就生下阿海，阿海不稱她為母親，而是直呼姓名。
因為阿海的父親不詳，這個事實被周遭的人所知（森林彼端外的一般人）並且加以冷嘲熱諷她是一位沒責任感和沒道德感的母親，但她和阿海之間卻有著深深的親情以及信賴關係。
相當信任不管出身，只純粹欣賞阿海才能的阿字野，並放心地將阿海交給他，在森林的鋼琴被燒毀後，鄭重地拜託阿字野務必要將阿海帶離森林彼端。
鋼琴被燒毀後，十分珍惜當時遺留下的琴鍵，並數次託給阿字野當作阿海的護身符，後來阿字野的手術成功，協助照料他的起居。
因阿字野擔任保證人之故，得以在森林彼端開設一家名為琴之森咖啡的鋼琴咖啡廳，雇用過往的夥伴當店員，阿勉十分擔心咖啡廳會不會因此倒閉，雖受惠阿海每次回國必會來這裡彈琴之故而生意興隆。
雨宮奈美惠（あまみや なみえ）
修平的母親，對修平的教育非常熱心，期望他能成為和他父親一樣偉大的鋼琴家並且和他的丈夫一起在比賽中觀賞修平的演奏。
丸山誉子（まるやま たかこ）
立志成為鋼琴師的少女，外號廁所公主，在第56次日本鋼琴比賽・中南部區預賽遇到阿海。
不知是家庭的關係所造成的壓力或是天生，讓她在緊張時會有重度的恐懼症並且對於周遭會充滿相當的敵意，因為在鋼琴地區大賽中遇到實力堅強的雨宮修平而感到害怕，但是後來透過阿海的開導並幫助她克服了上台緊張的問題。
在聽過阿海於比賽中的演奏後受到感動，於是數次挑戰她無法認同的「鋼琴比賽」。
雖然最後的結果不一定完美(因為不拘泥於傳統)，但她的演奏受到音樂老師司馬的注意，因此以後成為他的弟子，實力也越來越強。
不斷參加鋼琴比賽不單是為了挑戰評審的標準，亦是為了尋找在那次比賽後就下落不明的阿海。
雖然通過第二次預選，但因為得到了肌腱炎而被司馬勸退，但固執的不願退賽，深信若是能參加這場具指標性的大賽，若阿海還記得她，就會來找她。
後被司馬匆匆地帶往在大分展開的「JAPAN SOLISTE鋼琴大賽」，在那裡遇到阿海，交談過後讓譽子決定棄賽，醫好自己的手後，和他在同樣的舞台上再次對決。
決定成為評論家，並激勵雨宮，期許能在五年後再次參加蕭邦大賽。

### 聲演
| 配音                            | 配音                            | 配音   | 角色                                    |
| 日本動畫電影                    | 日本動畫版                      | 台灣   | 角色                                    |
| ------------------------------- | ------------------------------- | ------ | --------------------------------------- |
| 上戶彩                          | 齐藤壮马 白石涼子（小學生）     | 雷碧文 | 一之瀨海“阿海”（いちのせ かい）         |
| 宮迫博之 反田恭平（鋼琴演奏）   | 諏訪部順一                      | 梁興昌 | 阿字野壯介（あじの そうすけ）           |
| 神木隆之介 髙木竜馬（鋼琴演奏） | 花江夏樹 大地葉（小學生）       | 黃珽筠 | 雨宮修平（あまみや しゅうへい）         |
| 池脇千鶴                        | 坂本真绫                        | 李明幸 | 一之瀨憐子（いちのせ れいこ）           |
| 田中敦子                        | 三宅麻理惠                      | 李明幸 | 雨宮奈美惠（あまみや なみえ）           |
| 田中秀幸                        |                                 |        | 雨宮洋一郎（あまみや よういちろう）     |
|                                 | 井關佳子                        |        | 田山（たやま）                          |
| 松本梨香                        | 熊井統子                        |        | 金平大学（かねひら だいがく）           |
|                                 | 廣橋涼                          |        | 亞理莎（ありさ）                        |
| 福田麻由子                      | 悠木碧                          | 李明幸 | 丸山誉子（まるやま たかこ）             |
|                                 | 遊佐浩二                        |        | 佐賀武士（さが たけし）                 |
|                                 | 家中宏                          |        | 司馬高太郎（しば こうたろう）           |
| 小野友樹                        |                                 |        | （ベンちゃん）                          |
|                                 | 遠藤広之 駒田航 若林佑 財満健太 |        | （ピエロのバイトの仲間たち）            |
|                                 | 豊永利行                        |        | 平田光生（ひらた こうせい）             |
|                                 | 中村悠一                        |        | 龐威（パン ウェイ）                     |
|                                 | KENN                            |        | 雷弗‧席曼諾夫斯基（レフ・シマノフスキ） |
|                                 | 小西克幸                        |        | 卡羅爾‧亞當斯基（カロル・アダムスキ）   |
|                                 | 早水理沙                        |        | 維多利亞（ヴィクトリア）                |

## 作品中的音樂

### 小學篇
- Joseph Winner：『棕色小瓶(little brown jug)』
- 『廣播體操』
- 莫札特：『A小調第8號鋼琴奏鳴曲 K.310』、『F大調第二號鋼琴奏鳴曲　K.280』
- 貝多芬：『給愛麗絲』、『C小調第五號交響曲「命運」』
- 孟德爾頌：『結婚進行曲』（來自戲劇配樂「仲夏夜之夢」）
- 蕭邦：『小狗圓舞曲』
- 德弗札克：『E小調第九號交響曲「新世界」-第4樂章』

### 阿海的成長期
- J.S.巴赫『英國組曲 第二號』
- 李斯特：『送葬進行曲』
- 哈農：『アルベジオ』
- 『やつらに捧げるバラード』
- 李斯特『鐘』

### 蕭邦國際鋼琴比賽前夜
- 蕭邦『C小調第13號夜曲 作品48-1』、『降G大調練習曲 作品10-5』
- 蕭邦『F大調華麗圓舞曲 作品34號－3』
- 蕭邦『降A大調第9號華爾茲 作品69-1』
- 貝多芬『升c小調 第14號鋼琴奏鳴曲 月光』
- 謝爾蓋·拉赫曼尼諾夫：『第3號鋼琴協奏曲』
- 蕭邦：『自然的行板與輝煌的大波蘭舞曲　作品22』

## 出版書籍
| 集數 | 講談社         | 講談社                                                  | 尖端出版       | 尖端出版               | 文化傳信       | 文化傳信               |
| 集數 | 發售日期       | ISBN                                                    | 發售日期       | ISBN / EAN             | 發售日期       | ISBN                   |
| ---- | -------------- | ------------------------------------------------------- | -------------- | ---------------------- | -------------- | ---------------------- |
| 1    | 1999年8月4日   | ISBN 978-4-06-346030-8                                  | 2000年9月1日   | EAN 471-986-304-091-2  | 2001年2月28日  | ISBN 978-962-6800-23-2 |
| 1    | 2005年4月13日  | ISBN 978-4-06-372429-5                                  | 2000年9月1日   | EAN 471-986-304-091-2  | 2001年2月28日  | ISBN 978-962-6800-23-2 |
| 2    | 1999年8月4日   | ISBN 978-4-06-346031-5                                  | 2000年9月18日  | EAN 471-986-304-135-3  | 2001年2月28日  | ISBN 978-962-6800-28-7 |
| 2    | 2005年4月13日  | ISBN 978-4-06-372430-1                                  | 2000年9月18日  | EAN 471-986-304-135-3  | 2001年2月28日  | ISBN 978-962-6800-28-7 |
| 3    | 1999年10月6日  | ISBN 978-4-06-346040-7                                  | 2000年10月13日 | EAN 471-986-304-160-5  | 2001年3月6日   | ISBN 978-962-6800-29-4 |
| 3    | 2005年4月13日  | ISBN 978-4-06-372431-8                                  | 2000年10月13日 | EAN 471-986-304-160-5  | 2001年3月6日   | ISBN 978-962-6800-29-4 |
| 4    | 2000年4月4日   | ISBN 978-4-06-346056-8                                  | 2000年11月27日 | EAN 471-986-304-169-8  |                |                        |
| 4    | 2005年5月21日  | ISBN 978-4-06-372436-3                                  | 2000年11月27日 | EAN 471-986-304-169-8  |                |                        |
| 5    | 2000年8月4日   | ISBN 978-4-06-346067-4                                  | 2000年11月28日 | EAN 471-986-304-190-2  |                |                        |
| 5    | 2005年5月21日  | ISBN 978-4-06-372437-0                                  | 2000年11月28日 | EAN 471-986-304-190-2  |                |                        |
| 6    | 2001年3月6日   | ISBN 978-4-06-346097-1                                  | 2001年6月14日  | EAN 471-986-304-374-6  |                |                        |
| 6    | 2005年5月21日  | ISBN 978-4-06-372438-7                                  | 2001年6月14日  | EAN 471-986-304-374-6  |                |                        |
| 7    | 2001年9月5日   | ISBN 978-4-06-346118-3                                  | 2001年11月16日 | EAN 471-986-304-530-6  |                |                        |
| 7    | 2005年6月22日  | ISBN 978-4-06-372444-8                                  | 2001年11月16日 | EAN 471-986-304-530-6  |                |                        |
| 8    | 2002年5月15日  | ISBN 978-4-06-346142-8                                  | 2002年7月24日  | EAN 471-986-304-835-2  |                |                        |
| 8    | 2005年6月22日  | ISBN 978-4-06-372445-5                                  | 2002年7月24日  | EAN 471-986-304-835-2  |                |                        |
| 9    | 2002年11月6日  | ISBN 978-4-06-346169-5                                  | 2003年1月23日  | EAN 471-986-305-065-2  |                |                        |
| 9    | 2005年6月22日  | ISBN 978-4-06-372446-2                                  | 2003年1月23日  | EAN 471-986-305-065-2  |                |                        |
| 10   | 2005年7月21日  | ISBN 978-4-06-372449-3                                  | 2005年8月24日  | EAN 471-061-437-835-3  |                |                        |
| 11   | 2005年12月21日 | ISBN 978-4-06-372483-7                                  | 2006年2月11日  | EAN 471-770-220-105-0  |                |                        |
| 12   | 2006年4月21日  | ISBN 978-4-06-372509-4                                  | 2006年11月3日  | EAN 471-770-220-523-2  |                |                        |
| 13   | 2006年12月22日 | ISBN 978-4-06-372554-4                                  | 2007年7月27日  | EAN 471-770-221-033-5  |                |                        |
| 14   | 2007年6月22日  | ISBN 978-4-06-372610-7 ISBN 978-4-06-364699-3（限定版） | 2008年1月29日  | EAN 471-770-221-699-3  |                |                        |
| 15   | 2008年5月23日  | ISBN 978-4-06-372675-6 ISBN 978-4-06-362113-6（限定版） | 2009年2月10日  | EAN 471-770-222-355-7  |                |                        |
| 16   | 2009年8月21日  | ISBN 978-4-06-372752-4                                  | 2010年2月12日  | EAN 471-770-222-921-4  |                |                        |
| 17   | 2010年3月23日  | ISBN 978-4-06-372881-1                                  | 2011年1月31日  | EAN 471-770-223-705-9  |                |                        |
| 18   | 2010年7月23日  | ISBN 978-4-06-372917-7                                  | 2011年6月9日   | EAN 471-770-223-852-0  |                |                        |
| 19   | 2010年11月22日 | ISBN 978-4-06-372954-2                                  | 2013年7月1日   | EAN 471-770-225-489-6  |                |                        |
| 20   | 2011年9月23日  | ISBN 978-4-06-372980-1                                  | 2014年5月7日   | EAN 471-770-225-978-5  |                |                        |
| 21   | 2011年11月22日 | ISBN 978-4-06-387022-0                                  | 2016年12月13日 | ISBN 978-957-107-031-5 | 2012年4月10日  | ISBN 978-988-8114-09-2 |
| 22   | 2012年8月23日  | ISBN 978-4-06-387099-2                                  | 2017年1月10日  | ISBN 978-957-107-102-2 | 2012年12月8日  | ISBN 978-988-8114-81-8 |
| 23   | 2013年5月23日  | ISBN 978-4-06-387117-3                                  | 2017年9月8日   | ISBN 978-957-107-634-8 | 2014年7月28日  | ISBN 978-988-8196-89-0 |
| 24   | 2014年5月23日  | ISBN 978-4-06-388324-4 ISBN 978-4-06-362275-1（限定版） | 2017年10月11日 | ISBN 978-957-107-679-9 | 2014年10月18日 | ISBN 978-988-8196-96-8 |
| 25   | 2014年10月23日 | ISBN 978-4-06-388389-3                                  | 2017年11月10日 | ISBN 978-957-107-781-9 | 2015年5月15日  | ISBN 978-988-8318-47-6 |
| 26   | 2015年12月22日 | ISBN 978-4-06-388485-2                                  | 2018年4月20日  | ISBN 978-957-108-014-7 | 2016年4月30日  | ISBN 978-988-8320-20-2 |

| 冊數 | 講談社         | 講談社                 | 講談社 |
| 冊數 | 發售日期       | ISBN                   |        |
| ---- | -------------- | ---------------------- | ------ |
| 1    | 2016年8月10日  | ISBN 978-4-06-385025-3 |        |
| 2    | 2016年8月10日  | ISBN 978-4-06-385026-0 |        |
| 3    | 2016年8月10日  | ISBN 978-4-06-385027-7 |        |
| 4    | 2016年9月9日   | ISBN 978-4-06-385028-4 |        |
| 5    | 2016年9月9日   | ISBN 978-4-06-385029-1 |        |
| 6    | 2016年9月9日   | ISBN 978-4-06-385030-7 |        |
| 7    | 2016年10月12日 | ISBN 978-4-06-385031-4 |        |
| 8    | 2016年10月12日 | ISBN 978-4-06-385032-1 |        |
| 9    | 2016年10月12日 | ISBN 978-4-06-385033-8 |        |
| 10   | 2016年11月11日 | ISBN 978-4-06-385034-5 |        |
| 11   | 2016年11月11日 | ISBN 978-4-06-385035-2 |        |
| 12   | 2016年11月11日 | ISBN 978-4-06-385036-9 |        |
| 13   | 2016年12月9日  | ISBN 978-4-06-385037-6 |        |
| 14   | 2016年12月9日  | ISBN 978-4-06-385038-3 |        |
| 15   | 2016年12月9日  | ISBN 978-4-06-385039-0 |        |
| 16   | 2017年1月12日  | ISBN 978-4-06-385040-6 |        |
| 17   | 2017年1月12日  | ISBN 978-4-06-385041-3 |        |
| 18   | 2017年1月12日  | ISBN 978-4-06-385042-0 |        |

## 動畫電影
2007年7月21日動畫電影公開播放。

### 工作人員
- 導演：小島正幸
- 製作：奥田誠治、永井秀之、松本輝起、住吉孝之、丸田順悟、西垣慎一郎、伊藤泰造、大月曻
- 企畫：松下洋子、吉田剛、丸山正雄
- 行政製作：神蔵克、奥村康治、北川淳一
- 劇本：蓬莱龍太
- 分鏡：富澤信雄、矢野雄一郎、増田敏彦、佐藤雄三、小島正幸
- 演出：小山田桂子、鶴岡耕次郎、中村亮介、吉野智美、石塚敦子
- 演出輔助：高橋亨、伊藤智彦
- 角色設定・總作畫監督：藤田しげる
- 作畫監督：滝口禎一、青山浩行、野口寛明、濱田邦彦、宮本佐和子
- 作畫監輔助：新川信正、馬場健、關口淳、清水洋、田崎聰
- 背景監修：兼森義則
- 美術監督：水谷利春、東地和生
- 色彩設計：山本智子
- 攝影監督：石黒瑠美
- 行政製作：奈良井昌幸（DR TOKYO）
- CG製作：白組
- 3DCGI製作：粟飯原君江
- 編輯：笠原義宏
- 音樂：篠原敬介
- 鋼琴演奏・音樂顧問：弗拉基米爾·達維多維奇·阿什肯納齊
- 音樂製作人：岡田こずえ (AMO)
- 音樂製作：藥師寺毅、桂葉子
- 音響監督：藤山房伸
- 聲音設定：小川高松
- 錄音監督：三矢雄二
- 音響製作擔任：神南スタジオ
- 角色設定協力：NELKE PLANNING
- 動畫製作人：竹内孝次、谷口理（Telecom Animation ）
- 廣告製作人：岩崎善浩、岩瀬安輝、斎藤朋之
- 製作人：藤村直人、山崎立士、鶴崎りか、市井美帆、齋藤優一郎
- 動畫製作協力：Telecom Animation
- 動畫製作：MADHOUSE
- 配給：松竹
- 製作：「琴之森」製作委員會（日本電視台、ASATSU-DK、松竹、Vap、MADHOUSE、讀賣電視台、Sony Music Entertainment、讀賣新聞）
- 製作：NAS
- 上映時間：101分

### 聲音出演
- 一之瀨 海：上戶彩
- 雨宮 修平：神木隆之介
- 阿字野 狀介：宮迫博之
- 丸山 譽子：福田麻由子
- 一之瀨 怜子：池脇千鶴
- 雨宮 奈美惠：田中敦子
- 金平 大学：松本梨香
- 白石 雪枝：田中真弓
- 導師：井關佳子
- ハミ：竹内順子
- ヤマヤマ：水町レイコ
- 修平的祖母：上村依子
- 大叔：鈴木任紀
- 流氓：天野ひろゆき
- 女主人：黒沢かずこ
- 廣播員：川田裕美
- 大渕審査員：高田純次（特別出演）

### 主題曲
『Moonshine ～月光～』
作詞・製作：松尾"KC"潔、作曲：松本俊明、編曲：安部潤
歌・鋼琴演奏：松下奈緒、

## 電視動畫
2018年4月NHK綜合頻道放送中。

### 製作團隊
- 原作 - 一色真人[8]
- 監督 - 中谷學[8]
- 系列監督 - 鈴木龍太郎[9]
- 系列構成 - 伊丹秋[8]
- 人物設定、總作畫監督 - 木野下澄江[8]
- 美術監督、設定 - 栫裕倫[9]
- 色彩設計 - 吉村智惠[9]
- 攝影監督 - 臼田睦[9]
- 編集 - 三嶋章紀[9]
- 音響監督 - 長崎行男[9]
- 音樂 - 富貴晴美[9]
- 製作人 - 中村優子、加藤雅康、吉國勳、山崎慶彥、澀谷知子、椚山英樹
- 動畫製作人 - 高橋祐一
- 動畫製作 - GAINAX STUDIO[8]
- 製作、著作 - ピアノの森アニメパートナーズ（講談社、GAINAX、日本古倫美亞、NHK ENTERPRISES、NAS）[8]

### 主題曲
片頭曲（第2話 - ）
作曲 -弗雷德里克·弗朗索瓦·蕭邦（原曲 - 練習曲作品10第1號） / 編曲 - 富貴晴美
片尾曲
（第1 - 12話）
作詞、作曲、編曲 - hisakuni / 歌 - 悠木碧
（第13話 - 24話 ）
作詞 - hisakuni /作曲、編曲 - 坂部剛/ 歌 - 村川梨衣

### 各話列表
| 話數   | 日文標題           | 中文標題                | 劇本     | 分鏡                      | 演出             | 作畫監督                                             | 播放日期       |
| 第一季 | 第一季             | 第一季                  | 第一季   | 第一季                    | 第一季           | 第一季                                               | 第一季         |
| ------ | ------------------ | ----------------------- | -------- | ------------------------- | ---------------- | ---------------------------------------------------- | -------------- |
| 第1話  |                    | 被選中的手              | 阿部美佳 | 網野哲郎                  | 鈴木龍太郎       | 木野下澄江                                           | 2018年 4月9日  |
| 第2話  |                    | 為了彈奏蕭邦的曲子      | 伊丹秋   | 網野哲郎                  | チェ・ジョンキ   | イ・グァンウ、キム・グァンウォン                     | 4月16日        |
| 第3話  |                    | 莫札特的遺言            | 阿部美佳 | 鈴木龍太郎                | 鈴木龍太郎       | 鄭龍雲、文姬、金一培                                 | 4月23日        |
| 第4話  |                    | 最棒的演奏              | 伊丹秋   | 鈴木龍太郎                | 大村将司         | シノミン                                             | 4月30日        |
| 第5話  |                    | 大賽的神明              | 阿部美佳 | 吉田徹                    | 吉田徹           | 西村真理子                                           | 5月7日         |
| 第6話  |                    | 森林的鋼琴              | 伊丹秋   | 佐伯昭志                  | 崔富京           | 李典鐘                                               | 5月14日        |
| 第7話  |                    | 重逢                    | 阿部美佳 | 網野哲郎                  | 鈴木龍太郎       | 清丸悟                                               | 5月21日        |
| 第8話  |                    | 挑戰書                  | 伊丹秋   | 鈴木龍太郎                | 安台根           | 鄭龍雲、文姬、李民具                                 | 5月28日        |
| 第9話  |                    | 華沙的胎動              | 阿部美佳 | 吉田徹                    | 吉田徹           | 池森繪美、清丸悟、大村将司                           | 6月4日         |
| 第10話 |                    | 蕭邦大賽                | 伊丹秋   | 鈴木龍太郎                | 朴旲烈           | 趙雅羅                                               | 6月11日        |
| 第11話 |                    | 波蘭的新星              | 阿部美佳 | 鈴木龍太郎                | 崔富京           | 李典鐘、洪錫杓、鄭龍雲 文姬、李民具、白灵鉉 池森繪美 | 6月25日        |
| 第12話 |                    | fff（Forte Fortissimo） | 伊丹秋   | 網野哲郎                  | 中學江           | 木野下澄江                                           | 7月2日         |
| 第二季 |                    |                         |          |                           |                  |                                                      |                |
| 第13話 |                    | 蕭邦的旅途              | 阿部美佳 | 網野哲郎                  | 佐佐木純人       | 木野下澄江、清丸悟                                   | 2019年 1月28日 |
| 第14話 |                    | 牽掛心頭的情感          | 阿部美佳 | ユニットNnYs              | 鈴木吉男         | 野口征恒、イ・セゾン                                 | 2月4日         |
| 第15話 |                    | 覺醒                    | 阿部美佳 | ユニットNnYs              | 吉田徹           | ホン・ソッピョ                                       | 2月11日        |
| 第16話 |                    | 約定                    | 阿部美佳 | みどり                    | 安蘭純史         | キム・ダイン、ムン・ヒィ、キム・ヘジョン             | 2月18日        |
| 第17話 |                    | 審議闇湧                | 阿部美佳 | みどり                    | 鈴木吉男         | 野口征恒、イ・セゾン                                 | 2月25日        |
| 第18話 |                    | 安魂曲                  | 阿部美佳 | 大村將司                  | 大村將司         | 清丸悟、キム・ダイン ムン・ヒィ、キム・ヘジョン      | 3月4日         |
| 第19話 |                    | 為了你的『第一』        | 阿部美佳 | ユニットNnYs              | ふじいたかふみ   | 南方麻奈美、池森繪美 ムン・ヒィ、キム・ヘジョン      | 3月11日        |
| 第20話 |                    | 龐威的真相              | 阿部美佳 | ユニットNnYs              | 珠野貴裕         | 野口征恒、イ・セゾン                                 | 3月18日        |
| 第21話 |                    | 你曾生存過的証明        | 阿部美佳 | 小林一三                  | 前園文夫         | 小林一三、青柳謙二                                   | 3月25日        |
| 第22話 |                    | 在這個蕭邦出生的國家    | 阿部美佳 | 前田薫平、佐藤好春        | 前田薫平         | 武本心                                               | 4月1日         |
| 第23話 | ヒーロー           | 英雄                    | 阿部美佳 | ユニットNnYs              | 球野貴裕         | 野口征恒、ラン、イ・セゾン                           | 4月15日        |
| 第24話 | 世界一のピアニスト | 世界第一鋼琴家          | 阿部美佳 | 斎藤友子、 ふじいたかふみ | 吉田徹、安蘭純史 | 清丸悟、リ・ジョンゾン                               | 4月15日        |

### 藍光與DVD
| 卷數 | 發售日期       | 收錄話數       | 規格編號   | 規格編號   |
| 卷數 | 發售日期       | 收錄話數       | 藍光版     | DVD版      |
| ---- | -------------- | -------------- | ---------- | ---------- |
| I    | 2018年12月19日 | 第1話 - 第12話 | VPXY-75945 | VPBY-15856 |

### 播放電視台
在關西地區、由於播放NHK大阪放送局製作的『まちけん参上!〜あなたの街のおもしろ検定〜』的節目，而順延播放。
| 播放期間                                                                    | 播放時間（UTC+9）  | 播放電視台              | 対象地域                    | 備註     |
| --------------------------------------------------------------------------- | ------------------ | ----------------------- | --------------------------- | -------- |
| 2018年4月9日 - 2018年7月2日（第1季） 2019年1月28日 - 2019年4月15日（第2季） | 星期一 0:10 - 0:35 | NHK綜合（近畿地方除外） | 日本全域 （近畿廣域圈除外） | 字幕放送 |
|                                                                             | 星期一 0:50 - 1:15 | NHK綜合（近畿地方）     | 近畿廣域圏                  | 字幕放送 |

網路由Netflix從2018年4月9日起於日本獨家同步放送，並在2018年9月28日於全球Netflix全集上架。

## 外部連結
- （日語）
- 電視動畫「琴之森」官方網站 （页面存档备份，存于）（日語）
- 電視動畫「琴之森」官方的X（前Twitter）（日語）
- 電視動畫「琴之森」官方的Facebook專頁（日語）